# Ulvasjön (Eringsboda socken, Blekinge)
Ulvasjön är en sjö i Emmaboda kommun i Blekinge och ingår i Nättrabyåns huvudavrinningsområde. Sjön är 12,5 meter djup, har en yta på 0,409 kvadratkilometer och befinner sig 119 meter över havet. Sjön avvattnas av vattendraget Jössebäcken.

## Delavrinningsområde
Ulvasjön ingår i det delavrinningsområde (626104-147633) som SMHI kallar för Mynnar i Nättrabyån. Medelhöjden är 122 meter över havet och ytan är 18,27 kvadratkilometer. Det finns inga avrinningsområden uppströms utan avrinningsområdet är högsta punkten. Jössebäcken som avvattnar avrinningsområdet har biflödesordning 2, vilket innebär att vattnet flödar genom totalt 2 vattendrag innan det når havet efter 33 kilometer. Avrinningsområdet består mestadels av skog (69 %), öppen mark (10 %) och jordbruk (11 %). Avrinningsområdet har 0,74 kvadratkilometer vattenytor vilket ger det en sjöprocent på 4,1 %.